# Glen McGowan
Glen McGowan (* 23. März 1981) ist ein ehemaliger US-amerikanischer Basketballspieler.

## Laufbahn
Der aus Lemon Grove in Kalifornien stammende, 2,03 Meter große Flügelspieler war als Jugendlicher Mitglied der Basketballmannschaft der Venice High School in Los Angeles, wechselte dann für ein Jahr an die Notre Dame Preparatory School (Bundesstaat Massachusetts) und 2000 an die Pepperdine University. Für die Hochschulmannschaft der ersten NCAA-Division bestritt er bis 2005 93 Spiele. In der Saison 2002/03 fiel er in der Anfangsphase wegen der Nachwirkungen einer Knieoperation aus, kam dann in einem Spiel zum Einsatz, ehe er aufgrund eines Blutgerinnsels im Arm bis zum Saisonende pausierte. Er musste aus diesem Grund mehrmals operiert werden. Nach seiner Rückkehr war McGowan der bestimmende Spieler der Hochschulmannschaft, kam 2003/04 auf 17,8 Punkte und 5,4 Rebounds je Begegnung, 2004/05 dann auf 19,2 Punkte und 7,6 Rebounds/Spiel.
Nachdem sein Versuch, sich in der Saisonvorbereitung im Trainingslager der Philadelphia 76ers für einen NBA-Vertrag zu empfehlen, misslungen war, unterschrieb McGowan im September 2005 einen Vertrag beim deutschen Bundesligisten RheinEnergie Köln. In seinem ersten Jahr als Berufsbasketballspieler war er in Köln gleich Leistungsträger, führte die Rheinländer mit 14,4 Punkte/Spiel als bester Korbschütze an und wurde mit der Mannschaft deutscher Meister. Auch in der Saison 2006/07 wurde er Landesmeister, und zwar mit der belgischen Mannschaft Oostende. Dort spielte er wie Köln an der Seite von Titus Ivory. Zu Beginn der Saison 2006/07 hatte er für Galatasaray Istanbul in der Türkei gespielt (5 Spiele: 6,2 Punkte, 3,4 Rebounds/Spiel). Als er im Dezember 2006 nicht zu einem Spiel erschien und eine Knöchelverletzung als Grund angab, leitete Galatasaray rechtliche Schritte ein. Im Januar 2007 wechselte er ins belgische Oostende.
McGowan blieb im Spieljahr 2007/08 in seinem Heimatland, spielte in der NBA Development League für Sioux Falls Skyforce und die Tulsa 66ers. 2008/09 spielte er ebenfalls für Sioux Falls Skyforce, im Februar 2009 nahm er ein Angebot von Reggio Calabria (Italien) an. Nach seinem Abstecher nach Italien stand McGowan bei Vereinen aus Puerto Rico unter Vertrag, in der Saison 2010/11 spielte er für die Daegu Orions in Südkorea. Anschließend ließ er seine Karriere in der Dominikanischen Republik ausklingen.